# Bernardo Adam Ferrero

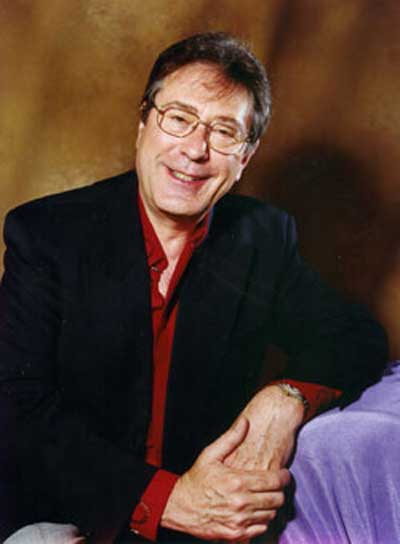
Bernardo Adam Ferrero

Bernardo Adam Ferrero (* 28. Februar 1942 in Algemesí, Provinz Valencia, Spanien; † 12. Oktober 2022 in Valencia, Spanien) war ein spanischer Komponist.

## Leben und Wirken
Nach seinen Studien am Konservatorium von Valencia bei Amando Blanquer Ponsoda in den Fächern Klavier, Harmonielehre, Kontrapunkt, Fuge, Komposition und Dirigieren, vervollständigte er seine Studien im Ausland. Am Konservatorium von Siena, Italien, Rom an der Accademia Nazionale di Santa Cecilia u. a. bei Luigi Dallapiccola, Franco Ferrara, Nino Antonellini, Goffredo Petrassi und Boris Porena sowie in Paris bei Olivier Messiaen folgte er Kurse für Orchestration und Orchesterdirektion.
Er bekam mehrere Kompositionspreise, so zum Beispiel 1970 und 1974 den Joaquín Rodrigo-Preis des Spanischen Außenministeriums, 1974 den Manuel Palau Preis. 1982 den Preis des Instituto de Estudios Alicantinos e Deputation Provincial Alicante, Spanien für die Komposition Danzas alicantinas. Schließlich wurde er von der Stadt Valencia ernannt zum Ballester de l'Any für seinen Beitrag zum kulturellen Zusammenleben und der künstlerischen Entwicklung der Stadt.
Bernardo Adam Ferrero dirigierte diverse Symphonieorchester, Chöre und Ensembles und arbeitete mit bekannten Solisten zusammen, wie Leon Ara und Narciso Yepes. Er ist Direktor des international bekannten Festivals für Blasorchester Certamen Internacional de Bandes de Música Ciutat de Valencia. Weiterhin ist er Dirigent des Symphonischen Orchesters der Stadt Lliria, Provinz Valencia, Spanien und Dirigent des Blasorchesters der Musica de la division de infanteria motorizada sowie des Blasorchesters der Nationalen Spanischen Marine in Madrid.
Als Komponist schuf er Werke für Blasorchester, Kammermusik, Filmmusik, Rundfunk und Fernsehen. Ferrero starb am 12. Oktober 2022 im Alter von 80. Jahren.

## Werke (Auswahl)

### Werke für Blasorchester
- Dances Valencianas, 1978
- Dances valencianes, Pilales, Valencia, 1981
- Danzas alicantinas, 1982 I Ja t'en has anat (Cocentaina) II Ball de velles (Tibi) III Duérmete me niña (Beniarda) IV Una huela i un huelo (Vergel) V Ball de l'espill i jota dels castelluts (Ibi-Castalla)
- Navarra, Suite para banda sinfónica, 1983, Albadoc D.L., Valencia, 2001 OCLC 435739385 I El castillo de Olite [Palacio Real de Olite] II El monasterio de Leire [Kloster San Salvador de Leyre] III Valle de Baztán IV En las cuevas de Zugarramurdi [In den Höhlen von Zugarramurdi]
- Divertimento para banda, Piles, Valencia, 1984 OCLC 435818285
- Homenaje A Joaquín Sorolla I El Palleter II Pescadoras valencianas III Sol de la tarde IV Las Grupas
- Impresiones Festeras (Estructuras Sinfónicas) [Festliche Impressionen (Sinfonische Strukturen)], 1985, Piles, Valencia, 1988 ISBN 978-8-486-10641-6 I Introduction a la Fiesta II Entrada de los Ejércitos III El Contrabando IV Bajada del Cristo V Combate y Final
- Divertimento para Band, 1987 I Allegretto graziosoa II Allegretto III Andante Tranquilo
- El cantar del mío Cid, Sinfonische Dichtung, 1994
- Sagunto, Suite sinfónica (Musikalische Schilderung zur alten römischen Siedlung Sagunto, nahe bei Valencia, Spanien), 1995, Albadoc D.L., Valencia, 2004 OCLC 868927861
- 1996 El Dos de Mayo en Madrid [Der zweite Mai in Madrid] nach einem Text von "Luís López Anglada", Rivera Editores, Valencia 2004 OCLC 805623906
- Fallera major de Valencia Sinfonische Dichtung
- 1997 Imagenes de la Armada Española Sinfonische Dichtung
- Castell de l'Olla, Sinfonische Dichtung, Institut Valencià de la Música D.L., 2001 OCLC 733262745 I Preludio II Danza mágica III L'Illeta IV El pavo real [Der Pfau] V Apoteosis del fuego y la música [Apotheose von Feuer und Musik]

- Tierra mítica [Mythisches Land], Institut Valencià de la Música D.L., Valencia, 2002 OCLC 733263393 I Arco Mediterráneo [Mediterraner Bogen] II Nocturno y danza en las noches de plenilunio [Nocturne und Tanz in Vollmondnächten] III El mar [Das Meer] IV La tierra bendecida [Das gesegnete Land]
- Diálogos [Dialoge], Konzert für vier Hörner und Banda, Rivera D.L, Valencia, 2004 OCLC 435841580 Das Werk wurde beim 36.  Congreso Internacional de Trompas [Internationaler Hornkongress] in Valencia uraufgeführt.
- Bendito seas, Señor [Gesegnet bist Du, Herr], Motette für Alt und Banda, Text: Rafael Benet, Valencia Piles D.L., 2005 OCLC 435929557

- El nou d'octubre [Das Neue des Oktobers], Suite, Rivera Editores, Valencia, 2007 OCLC 794510476 I Amanecer en Ruzafa [Sonnenaufgang in Ruzafa] II Defensa mora de las murallas [Maurische Verteidigung der Mauern] III Poema del moro [Gedicht der Mauren]; IV. Entrada de los cristianos [Einzug der Christen]

- El milagro de la vida [Das Wunder des Lebens], Diputación Provincial de Valencia, Valencia, 2016 OCLC 1117418406
- Marcha federal, música para una ceremonia für Banda sinfonica, Federación de Sociedades Musicales de la Comunitat Valenciana, 2018 OCLC 1240236169
- Amics del Corpus Valencia
- Divertimento Giocoso
- En el claustro de Santo Domingo, Sinfonische Dichtung I Capilla de los Reyes II Aula Capitular III Celda de San Vincente IV Salón del Trono
- En el barrio del Carmen
- Estructuras sinfónicas eingespielt von der Sociedad Musical "La Artística" de Buñol Valencia beim Certamen Internacional de Bandas de Música "Ciudad de Valencia" 2012 : Palau de la Música, 19, 20, 21 y 22 de julio, Valencia und auf der Wettbewerbs-CD veröffentlicht, 2012
- Fanfarria para metales [Fanfare für Blechbläser], eingespielt auf der CD Homenaje a la M.I. Academia de la Música Valenciana vom Ensemble Col Legno unter der Leitung von Robert Ferrer, 2014
- Ibiza
- Homenaje a Joaquín Sorolla, cuadros sinfónicos [Sinfonische Bilder], I El crit del palleter II Pescadores valencianas III Sol de la trade IV Las grupas, eingespielt auf der CD Nuevos vientos 2017, von der Banda Sinfónica Municipal de Madrid unter der Leitung von Rafael Sanz-Espert beim Label Bandística, 2018
- Marroquíes 90, Marcha mora [Maurischer Marsch]
- Musica para Banda, Estructuras Sinfónicas
- Obertura Músicos Sin Fronteras, eingespielt auf der CD Los Derechos Humanos, a Bombo y Platillo, von der Banda Sinfónica Músicos Sin Fronteras unter der Leitung von José Miguel Micó Castellano beim Label Bandística, 2017
- Obertura para una reina
- Suite Poemática a Federico García Lorca

### Kammermusik
- Tres para tres für Flöte, Klarinette und Fagott, Piles, Valencia, 1979 OCLC 435851794
- Movimentos für vier Trompeten in F OCLC 810410840
- Llevantines für Holzbläserquintett (Fagott, Klarinette, Flöte, Horn und Oboe), Piles Valencia, 1980 OCLC 1117439710 I Ball dels Bastonets II Algemesí. Dansa III Xàtiva. Tocateta d'eixida de Missa IV Morella. Ball de la Muixeranga V .Algemesí.Dansa dels Porrots VI Silla.Cancó de Bressol VII Agres.Allà baix en el riu, mare IX Ontinyent. Passacarre X Quart de les Valls
- Introduccion y llamada, für zwei Trompeten in F und Orgel, A. Ferrero, San Sebastian, 1982 OCLC 794908759
- Camerata Mid-West für Instrumentalensemble, Piles, Valencia, 1994 ISBN 978-8-488-54872-6
- Homenaje a Manuel de Falla [Hommage an Manuel de Falla] für Klarinettenquartett (Zwei B-Klarinetten, Bassetthorn und Bassklarinette), Piles, Valencia, 1996 ISBN 978-8-489-59523-1
- Tres interludios [Drei Zwischenspiele] für Klarinette solo, Piles, Valencia, 1997 ISBN 978-8-489-59573-6
- Suite española für Klarinette und Klavier, Eufonia, Pisogne, 2005 OCLC 71306337
- Preludio y danza mediterráne [Vorspiel und Mediterraner Tanz] für Flöte und Klavier, Valencia, 2012 I La tierra [Die Erde] II El mar [Das Meer] OCLC 871797810

### Klaviermusik
- Imágenes [Bilder] für Klavier, Piles, Valencia, 2002 OCLC 61682411

### Vokalmusik
- Cançoner, cançons populars valencianes, Piles, Valencia, 1979 OCLC 1187041784
- Cant espiritual [Spiritueller Gesang] für vier gemischte Stimmen, Text: Ausias March, Piles D.L., Valencia, 1998 OCLC 435697126, prämiert beim „Composición Coral Joaquín Rodrigo 1970“

### Bücher und Schriften
- Bernardo Adam Ferrero: 1000 musicos valencianos. Sounds of Glory, Valencia 2003, ISBN 84-607-9246-3.
- La creatividad al servicio de las bandas de música, Sociedad Latina de Comunicación Social, La Laguna, Teneriffa, 2015 ISBN 978-8-416-45807-3
- Guía internacional de la música de viento, [Internationaler Blasmusikführer], Vive Libro, 2019 ISBN 978-8-418-04121-1